# Quinta Grande
Quinta Grande ist eine portugiesische Gemeinde (Freguesia) im Kreis Câmara de Lobos auf der Insel Madeira rund 14 Kilometer westlich der Hauptstadt Funchal. In ihr leben 1939 Einwohner (Stand 19. April 2021). Die Gemeinde liegt an der Südküste der Insel.
Zu den zur Gemeinde gehörenden Feldern und dem touristisch erschlossenen Strand Fajã dos Padres am Fuße der Steilklippe führt die Luftseilbahn Fajã dos Padres.

## Einzelnachweise

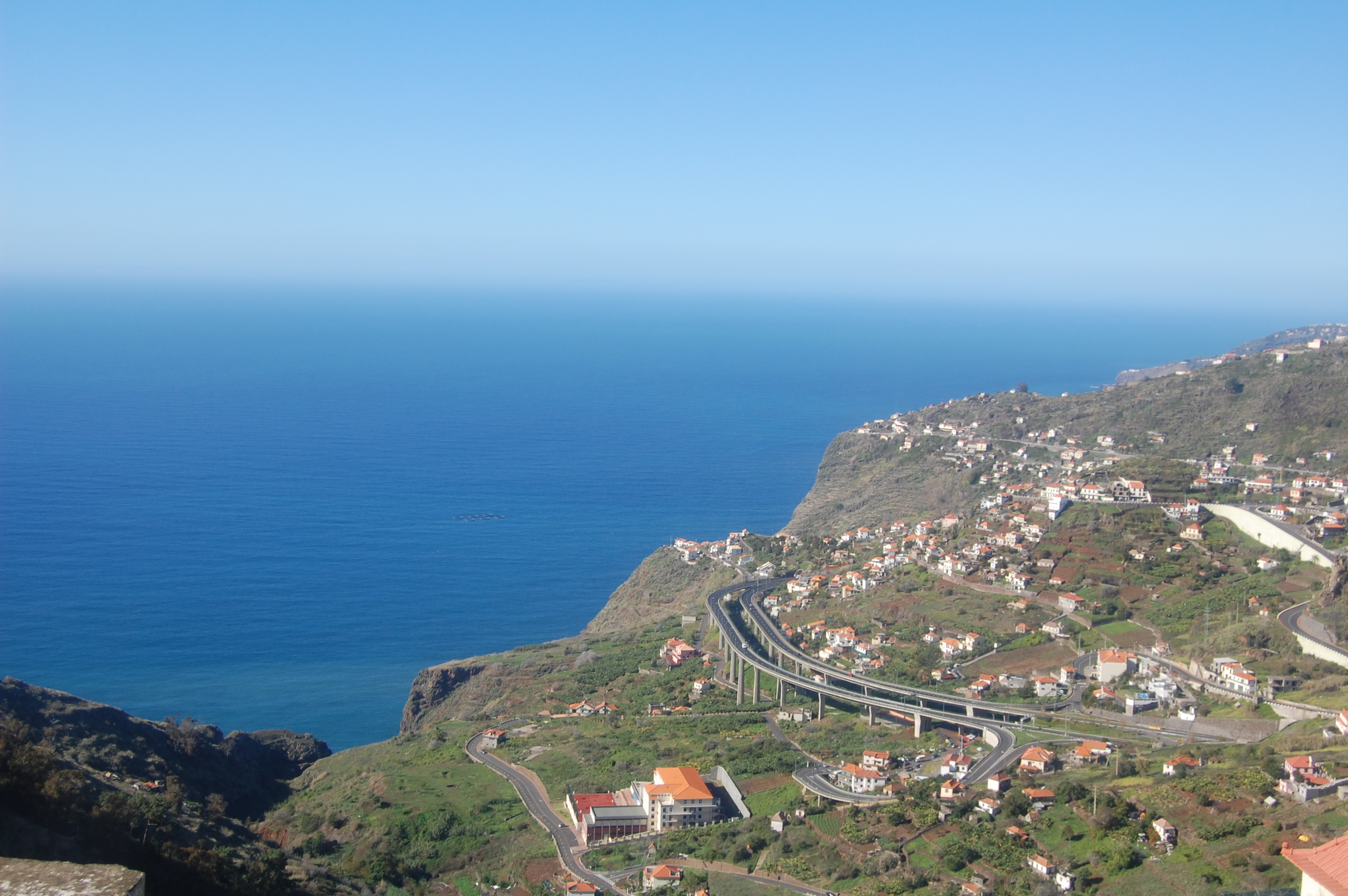
Quinte Grande